# إيمان علي
إيمان علي هي عارضة ومقدمة تلفزيونية وممثلة باكستانية، ولدت في 19 ديسمبر 1980 بلاهور في باكستان.

## وصلات خارجية
- إيمان علي على موقع IMDb (الإنجليزية)
- إيمان علي على موقع قاعدة بيانات الفيلم (الإنجليزية)